# Analizador de redes

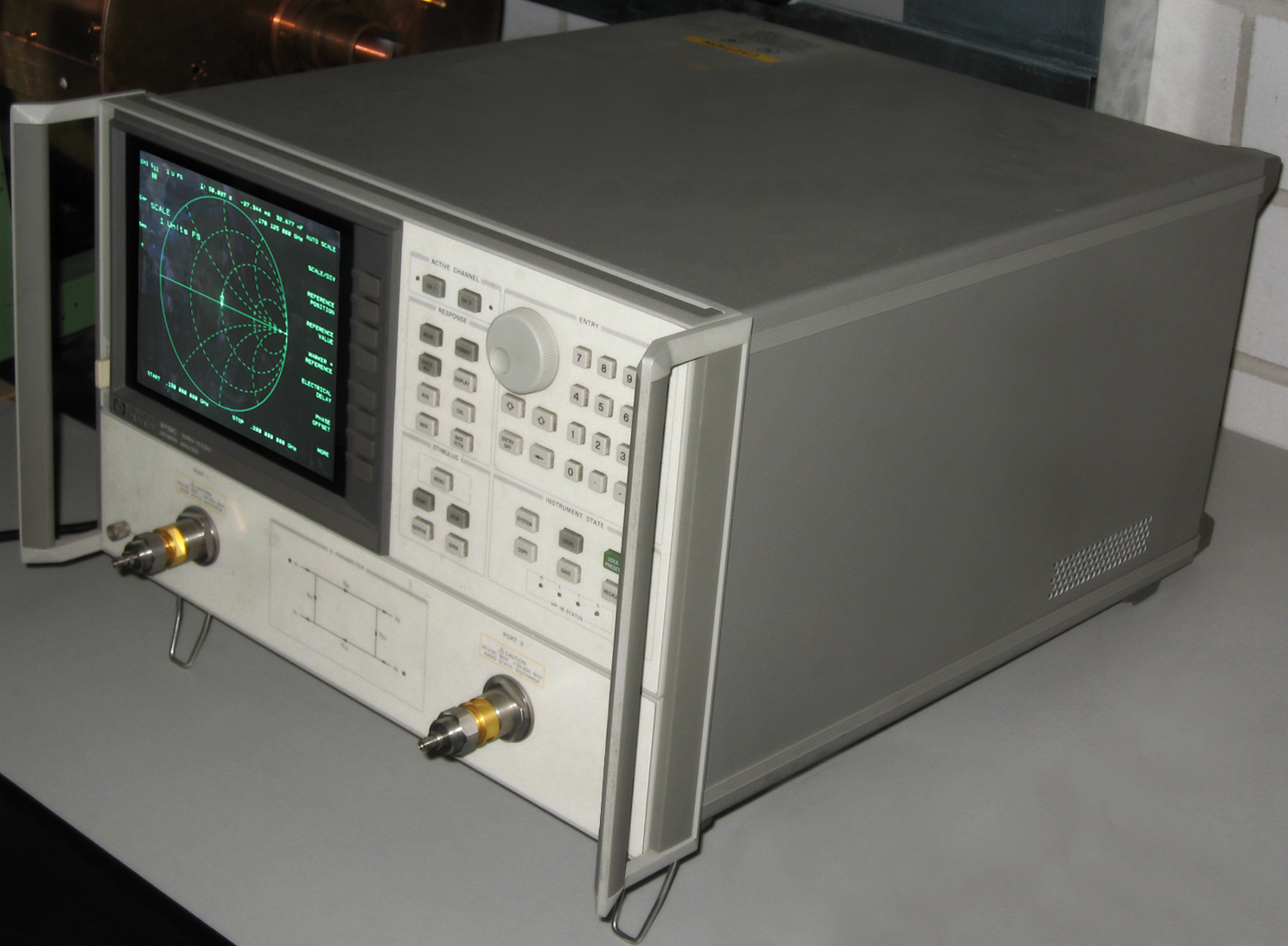
Analizador de redes HP 8720A.

Un Analizador de redes es un instrumento capaz de analizar las propiedades de las redes eléctricas, especialmente aquellas propiedades asociadas con la reflexión y la transmisión de señales eléctricas, conocidas como parámetros de dispersión (Parámetros-S). Los analizadores de redes son más frecuentemente usados en altas frecuencias, las frecuencias de operación pueden variar de 5Hz a 1,05THz.
Este tipo de equipo es ampliamente utilizado en la fabricación de amplificadores de alta potencia y en filtros para señales de radiofrecuencia para obtener la precisión requerida en los parámetros de respuesta a las señales.
Existen también algunos tipos de analizadores de redes especiales que cubren rangos más bajos de frecuencias de hasta 1 Hz. Estos pueden ser usados por ejemplo en el análisis de estabilidad de lazos abiertos o para la medición de audio y componentes ultrasónicos.

## Tipos de analizadores
Hay dos tipos principales de analizadores de redes:
- SNA (Scalar Network Analyzer) – Analizador de redes escalar, mide propiedades de amplitud solamente
- VNA (Vector Network Analyzer) – Analizador de redes vectoriales, mide propiedades de amplitud y fase

Un analizador del tipo VNA también puede ser llamado Medidor de Ganancia y Fase o Analizador de Redes Automático. Un analizador del tipo SNA es funcionalmente idéntico a un analizador de espectro combinado con un generador de barrido. Hasta el año 2007, los analizadores VNA son los más comunes, frecuentemente cuando se menciona un "analizador de redes" sin distinción alguna, se refiere a un VNA. Cuatro grandes fabricantes de analizadores de redes son Keysight (previamente Agilent Technologies), Anritsu, Advantest y Rohde & Schwarz.

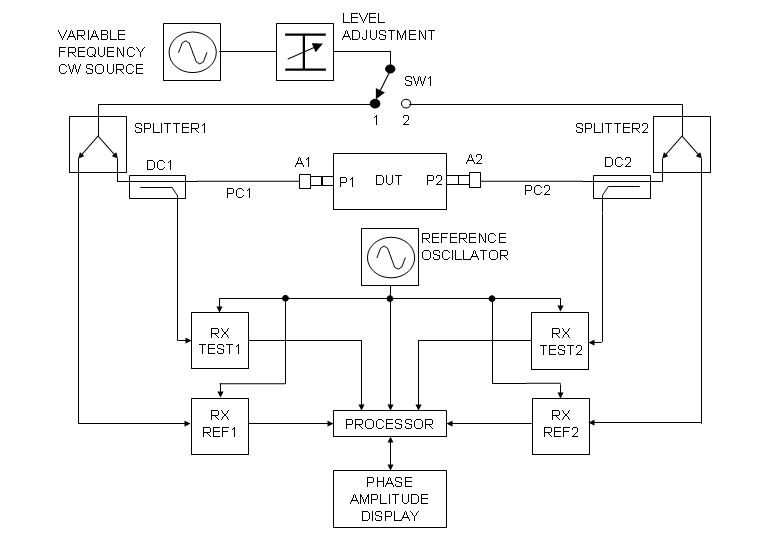
Arquitectura básica de un analizador de redes.

Los modelos que se pueden encontrar más frecuentemente son los de dos puertos, pero también existen modelos de cuatro puertos en el mercado, y algunos cuentan con algunas mejoras para su fácil operación, como pantalla sensible al tacto y la posibilidad de conectarle un ratón o teclado por medio de puertos PS/2 o USB, inclusive los modelos más modernos cuentan con una plataforma en base Windows por lo que su operación se simplifica considerablemente.
Una nueva categoría de analizadores de redes es la MTA (Microwave Transition Analyzer), que significa analizador de transición de microondas, o LSNA (Large Signal Network Analyzer), que significa analizador de redes de señales grandes, los cuales miden amplitud y fase de las armónicas fundamentales. El MTA fue comercializado primero que el LSNA, pero en el primero estaban faltando algunas opciones para una fácil calibración que si están disponibles en la versión LSNA.

## Calibración
La calibración de un analizador de redes es un proceso de alta precisión en el cual, se deben tener en cuenta tanto la impedancia en la que se está operando (50 Ohms en casi todos los casos, 75 Ohms para algunas otras aplicaciones) como las condiciones en las que está operando el equipo. Por este motivo, y dependiendo de la cantidad de Parámetros-S que se requiera medir el proceso puede resultar largo y tedioso por la cantidad de veces que se tuviera que repetir.
El estándar de calibración usa cuatro dispositivos de prueba llamados OPEN (red abierta), SHORT (red en corto circuito), LOAD (red con carga) para calibrar la reflexión y THRU (red conectada) para calibrar la transmisión, los cuales deben ser conectados a los puertos del analizador para que este pueda comparar y establecer la diferencia entre estos diferentes modos, estos datos son guardados en un registro y cada registro debe ser calibrado independientemente y en el momento en que se le haga una modificación a la red en estudio.
Otro tipo de instrumento para la calibración de analizadores de redes es el módulo de calibración eléctrico (E-Cal), el cual se conecta a este y es automáticamente reconocido y posee una mayor precisión que el equipo de calibración manual mencionado anteriormente. La única desventaja de este dispositivo es que se debe esperar a que alcance su temperatura de operación antes de usarlo, aunque el propio VNA, al igual que un analizador de espectro, generador de señal, y casi todo instrumento de precisión similar, también requieren una espera hasta alcanzar la estabilidad térmica.